# Enterocola africanus
Enterocola africanus is een eenoogkreeftjessoort uit de familie van de Enteropsidae. De wetenschappelijke naam van de soort is voor het eerst geldig gepubliceerd in 1993 door López-González, Conradi & Garcia-Gómez.